# Гребещенко, Дмитрий Николаевич
Дмитрий Николаевич Гребещенко (1905, Грозное, Сырдарьинская область — неизвестно) — советский колхозник. Герой Социалистического Труда (1950).

## Биография
Дмитрий Гребещенко родился в 1905 году в селе Грозное Аулиеатинского уезда Сырдарьинской области Туркестанского края (сейчас Аманбаево Айтматовского района Таласской области Кыргызстана).
С 1935 года работал в колхозе имени Калинина в Кировском (сейчас Айтматовском) районе, выращивал табак. Ежегодно добивался высоких результатов в заготовке табачного листа.
Впоследствии стал бригадиром полеводческой бригады. В течение нескольких лет бригада Гребещенко была лидером в выращивании табака в Таласской области. В 1949 году она собрала с площади 10,6 гектара табак «остроконец» с урожайностью 21,9 центнера с гектара, а с общей площади 40 гектаров — урожайностью 15,2 центнера с гектара.
29 мая 1950 года Указом Президиума Верховного Совета СССР за получение высоких урожаев табака в 1949 году получил звание Героя Социалистического Труда с вручением ордена Ленина и золотой медали «Серп и Молот».
В дальнейшем бригада Гребещенко продолжала собирать высокие урожаи табака, за что в 1951 году он получил второй орден Ленина, а по итогам 7-й семилетки (1959—1965) — орден Трудового Красного Знамени.
С 1968 года был персональным пенсионером союзного значения.
Жил в Кара-Бууринском районе.
Дата смерти неизвестна.
Награждён двумя орденами Ленина (29 мая 1950, 6 апреля 1951), орденом Трудового Красного Знамени (30 апреля 1966), медалями, в том числе «За трудовое отличие» (15 февраля 1957).